# Creel
Estación Creel is een plaats in de Mexicaanse deelstaat Chihuahua. Estación Creel heeft ongeveer 5.338 inwoners (schatting 2005) en is gelegen in de gemeente Bocoyna.
Creel is voornamelijk bekend als toeristische trekpleister. Het is het belangrijkste vertrekpunt voor reizen naar het Lago de Arareco en de Waterval van Basaseachi. In de winter is Creel een van de koudste plaatsen van Mexico en is de omgeving doorgaans besneeuwd.
De plaats is gesticht op 26 mei 1907 als spoorwegstation aan de Chihuahua al Pacifico. Gedurende lange tijd was het het eindstation van de lijn, die naar Chihuahua, Ojinaga en verder de Verenigde Staten leidde. Pas in de jaren zestig werd de verbinding met Los Mochis en Topolobampo voltooid. De plaats is genoemd naar gouverneur Enrique C. Creel, promotor van de spoorwegbouw.